# ميغيل أنخيل كاربونيل
ميغيل أنخيل كاربونيل (بالإسبانية: Miguel Ángel Carbonell)‏ هو لاعب كرة قدم أرجنتيني، ولد في 23 يوليو 1972. لعب مع نادي كوبريلوا.